# Monika Lilja Lundin
Monika Lilja Lundin, född 15 april 1949 i Göteborg, är en svensk artist, skådespelerska och kompositör.

## Biografi

### Musik
Monika Lilja Lundin har komponerat många låtar till olika barnteaterföreställningar och också musiksagan Troll-Kalle och Lisa i Fantasieland. Hennes barnvisa Min kära lilla dotter var med på Lizette Pålssons album Resan till Sagoland (1994). Hon har även tonsatt dikter av Nils Ferlin på albumet Café Cosmopolite. 
Ett urval av Monika Lilja Lundins sångframträdanden följer nedan.
- Kvinnokulturfestivalen i oktober 1977 i dåvarande gamla Riksdagshuset
- Allsång på Skansen tillsammans med Sven Lilja den 18 juli 1980
- Långholmens visfestival under flera år i början av 80-talet
- Visfestivalen i Västervik 1987
- Nordiskt forum i Oslo 1988
- Evert Taubes 100-årsjubileum i Globen 1990 (framförde Dansen på Sunnanö)
- Visfestivalen i Båstad

### Television
Monika Lilja Lundin har varit med i flera TV program, främst barnprogram och musikaliska framträdanden.
1979 medverkade hon i Sjung med Monika på SVT, där hon tillsammans med Sven Lilja och Ulla Fränckel framförde barnvisor av Alice Tegnér och Felix Körling.
Monika Lilja Lundin framträdde på Allsång på Skansen tillsammans med Sven Lilja den 18 juli 1980.
I Bulle Pösmunk, som sändes på annandag jul 1981 på SVT TV2, spelade Monika Lilja Lundin karaktären Bulle Pösmunk. Övriga roller spelades av de andra medlemmarna i teatergruppen Sångspelsteatern, Ulla Fränckel och Monica Cassidy. Musiken och sångtexterna i programmet skrevs av Monika Lilja Lundin.
Monika Lilja Lundin medverkade 1986 också i programmet Artisten som sprängdes i SVT, som handlade om Birger Sjöbergs liv och verk.
Tillsammans med bl.a. Sven Lilja medverkade hon i en dramatisering av Gunnel Lindes barnbok Löjliga familjerna. Den sändes som en TV serie på tio delar i juni 1987 i SVT TV2.
I samband med 50-årsjubiléet av andra världskrigets slut (1995) och Ulla Billquists död (1996) sjöng Monika Lilja Lundin Ulla Billquists sånger i både SVT och TV4.

### Barnteater
Monika Lilja Lundin började med barnteater 1980 då hon formade barnteatergruppen Sångspelsteatern med Ulla Fränckel och Monica Cassidy. Deras första föreställning var en dramatisering av Bland tomtar och troll. Därefter följde en rad egenskrivna föreställningar, till vilka Monika Lilja Lundin skrev musik och låttexter.
- Bland tomtar och troll (1980)
- Bulle Pösmunk (1981)
- Molly och Fanny (1981)
- Spöket Karlsson som inte kunde gråta (1983), framfördes bl.a. under två folkparksturnéer arrangerade av Riksteatern
- Skönheten och odjuret (1984), medverkade endast i de första föreställningarna
- Mona Lisa (1985)
- Kråkbråk (1985), skiven av Ulla-Carin Nyquist[5]
- Puss, puss du är död (1985)[6]

## Diskografi (urval)
- 1977 – Blandade artister: Sånger och musik från Kvinnokulturfestivalen (framför två låtar)[7]
- 1981 – Troll-Kalle och Lisa i Fantasieland[8]
- 1984 – Sven och Monika sjunger Taube-pärlor (med Sven Lilja)[9]
- 1994 – Café Cosmopolite[10]
- 1995 – Marja Entrich: Visor och visioner : 20 gladsorgsna visor (medverkar med två låtar)[11]
- 1998 – Inbjudan (med Sven Lilja)[12]
- 2001 – Blandade artister: ...ha visorna tänkt (medverkar med en låt)[13]

## Priser och utmärkelser
- 1996 – Nils Ferlin-Sällskapets trubadurpris[14]